# NGC 7310
NGC 7310 је спирална галаксија у сазвежђу Водолија која се налази на NGC листи објеката дубоког неба.
Деклинација објекта је - 22° 29' 6" а ректасцензија 22h 34m 36,8s. Привидна величина (магнитуда) објекта NGC 7310 износи 13,9 а фотографска магнитуда 14,7. NGC 7310 је још познат и под ознакама ESO 533-49, MCG -4-53-15, KAZ 544, IRAS 22318-2244, PGC 69202.